# Pałac Biskupów Krakowskich w Kielcach
Pałac Biskupów Krakowskich – barokowy pałac w Kielcach, była rezydencja biskupów krakowskich, oddział Muzeum Narodowego w Kielcach. Najlepiej zachowana oryginalna wczesnobarokowa rezydencja pałacowa z pierwszej połowy XVII wieku w Polsce.

## Historia
Budowla powstawała w latach 1637–1641. Wzniesiono ją na Wzgórzu Katedralnym z inicjatywy i prywatnych funduszy kanclerza wielkiego koronnego i biskupa krakowskiego Jakuba Zadzika. Nie jest pewne kto był autorem projektu i przypuszcza się, że był to albo Tomasz Poncino albo Giovanni Trevano albo Constantino Tencalla. Dekorację malarską wnętrz wykonał warsztat Tomasza Dolabelli. Plafony przedstawiały między innymi sąd nad braćmi polskimi i rokowania pokojowe w okresie wojen ze Szwecją i Rosją, w których brał udział fundator. Pałac otaczał mur obronny ze strzelnicami kluczowymi i puntone. Cztery wieże pokryto blachą. W 1667 roku biskup Andrzej Trzebicki pokrył pałac dachówką w miejsce gontów. W 1. połowie XVIII wieku dobudowano do pałacu dwie oficyny, być może wg projektu Kacpra Bażanki.
W 1806 Franciszek II Habsburg cesarz Austrii przekazał pałac, będący własnością skarbu państwa, na potrzeby nowo utworzonej diecezji kieleckiej. W 1816 Stanisław Staszic stworzył w pałacu Szkołę Akademiczno-Górniczą. Po Powstaniu styczniowym rosyjscy zaborcy usunęli hełmy na wieżach i figury posłów moskiewskiego i szwedzkiego na frontonie. Pałac w pierwszej połowie XX wieku pełnił rolę sztabu legionowego Józefa Piłsudskiego, biura werbunkowego, drukarni, poczty, biura przepustek i siedziby redakcji lokalnego dziennika. W latach dwudziestych według projektu Adolfa Szyszko-Bohusza zrekonstruowano barokowe hełmy na wieżach.
W latach międzywojennych pałac był siedzibą urzędu wojewódzkiego. W latach 1945–1971 był siedzibą Wojewódzkiej Rady Narodowej. Od 1971 mieści się w nim Muzeum Narodowe. Z tyłu pałacu, w 2005 roku otwarto Ogród Włoski.
Pałac wraz z otoczeniem – basztą prochową, ogrodem i spichlerzem przy ul. Zamkowej 2 – jako zespół został wpisany do rejestru zabytków nieruchomych.
Od frontu główne wejście w arkadach a nad nimi trzy herby, od lewej: korab fundatora pałacu biskupa Jakuba Zadzika, Orzeł Biały z wazowskim Snopkiem na piersi Władysława IV Wazy, trzy korony (Aaron) kapituły krakowskiej.

## Galeria

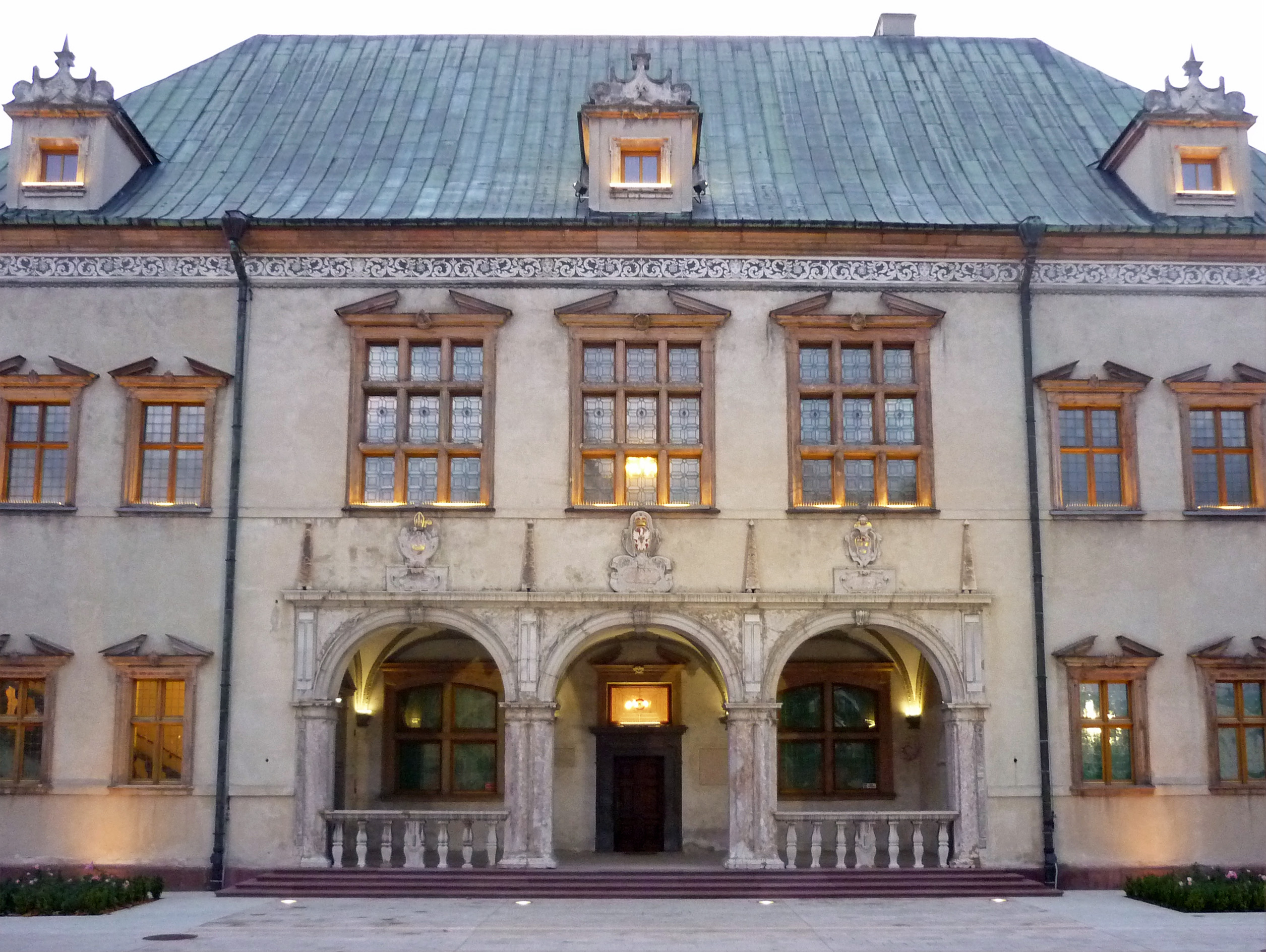
Arkady z herbami
Herb Korab bpa Jakuba Zadzika
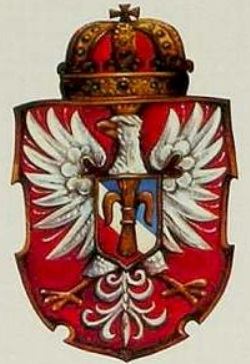
Herb Władysława IV Wazy
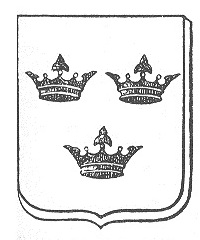
Herb kapituły krakowskiej
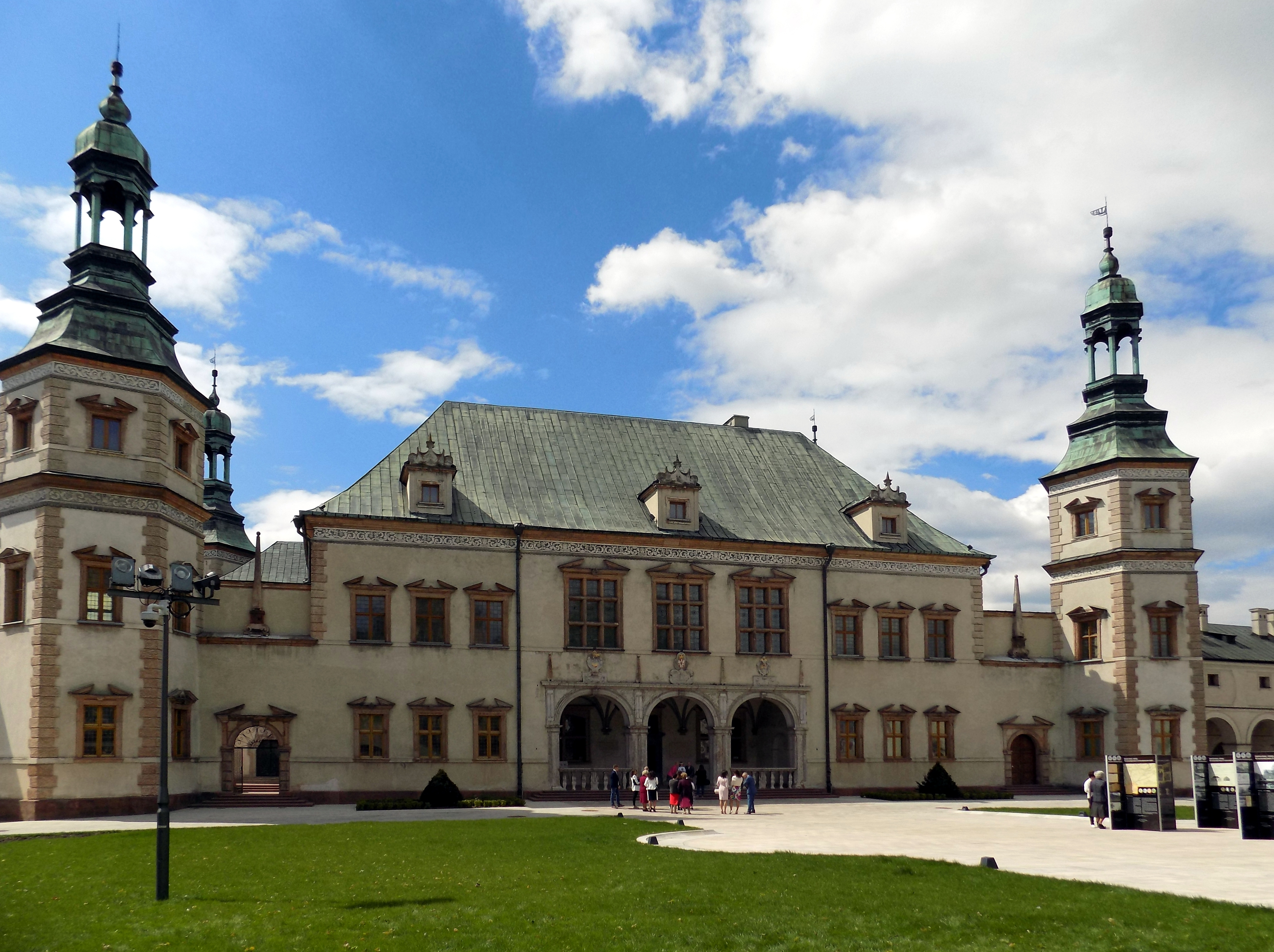
Fasada główna
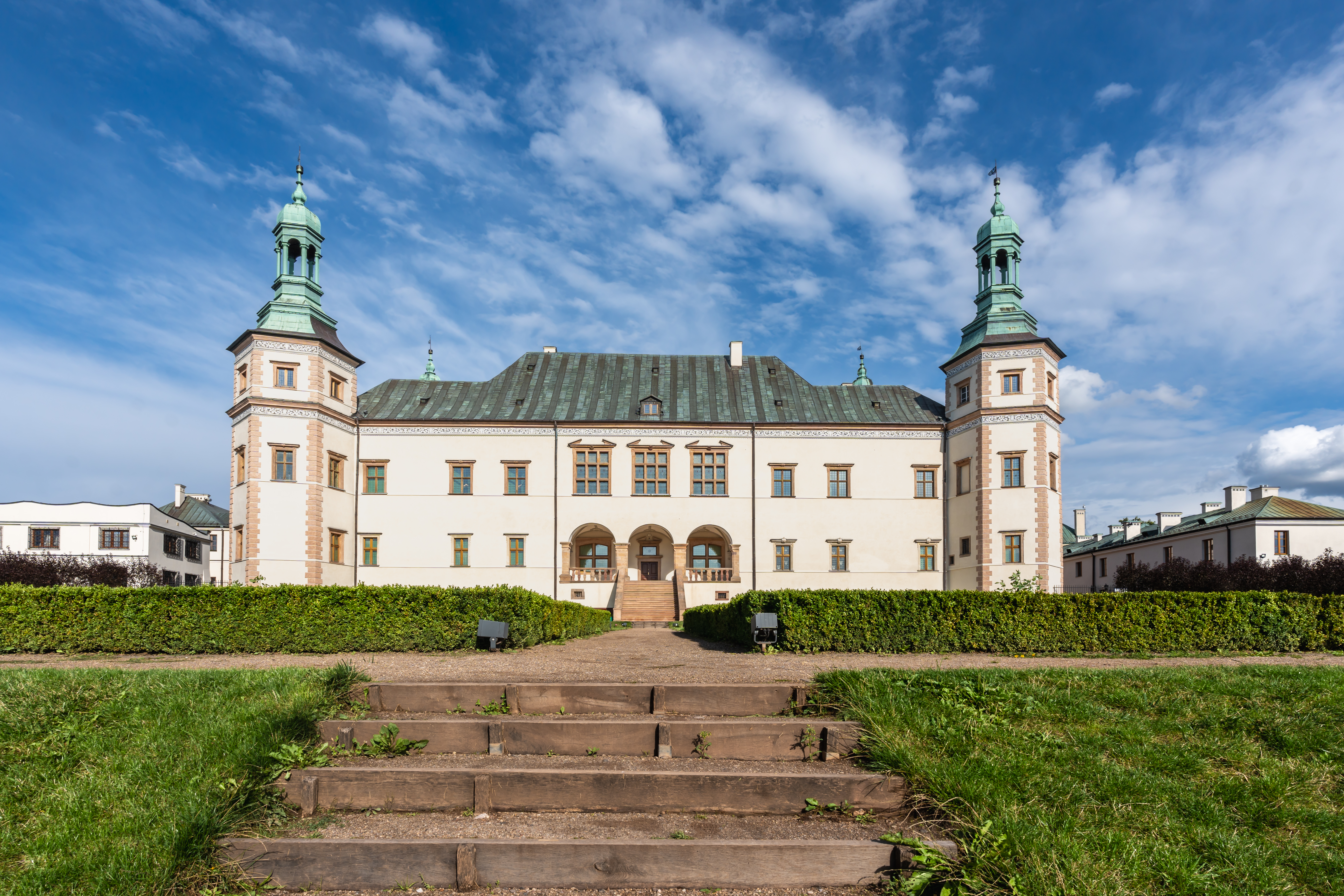
Widok od ogrodu
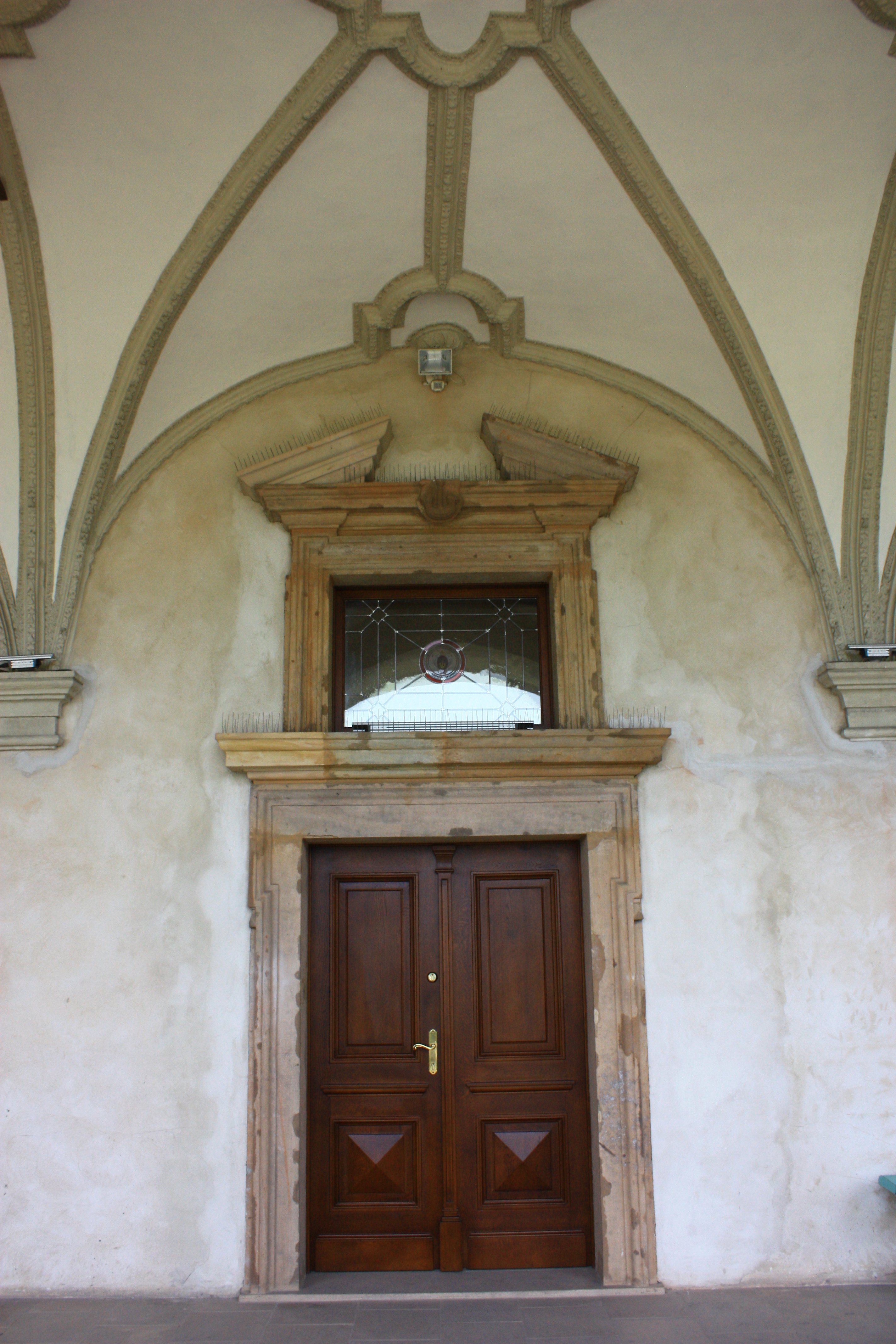
Portal nad wejściem
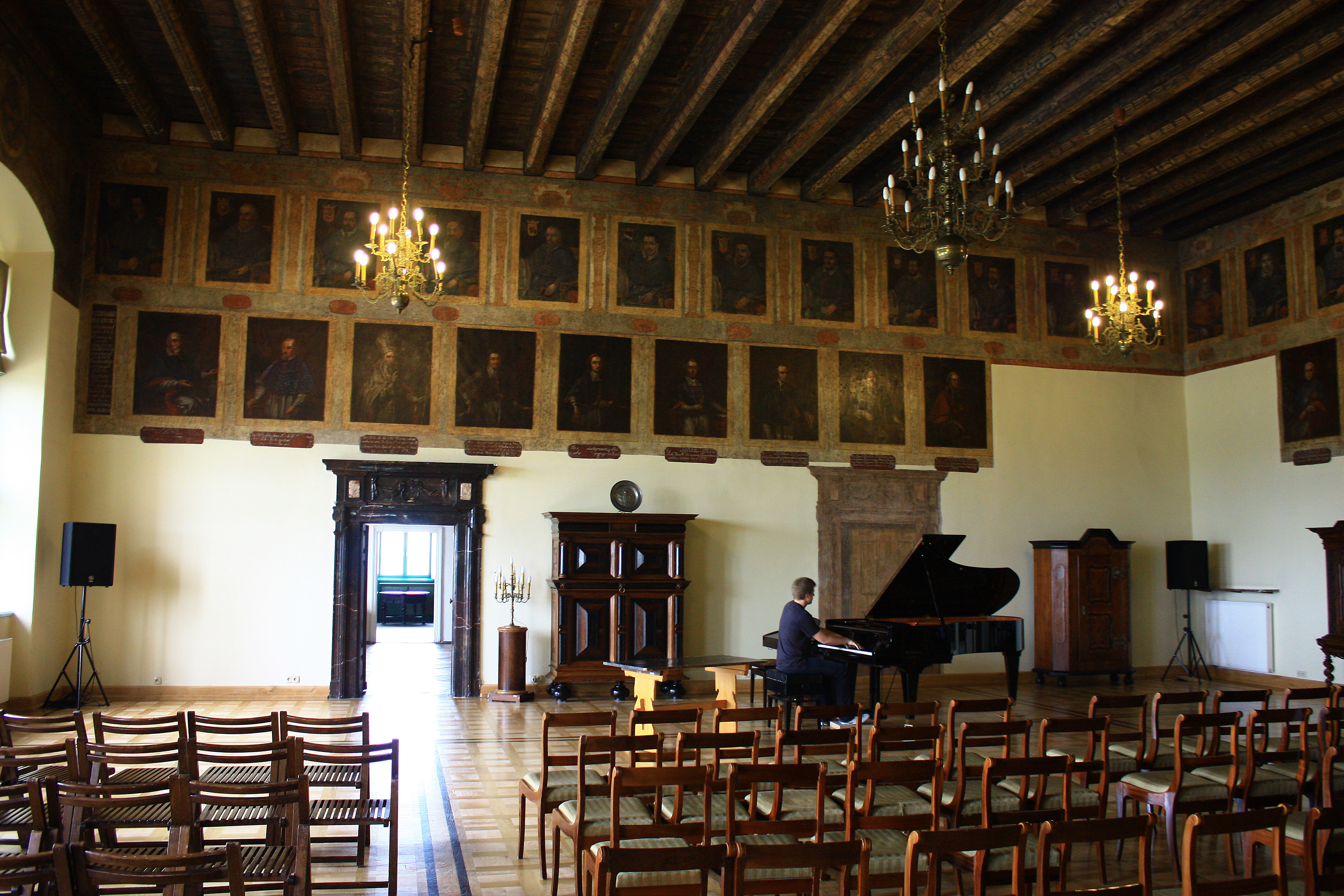
Izba Stołowa Górna z portretami biskupów
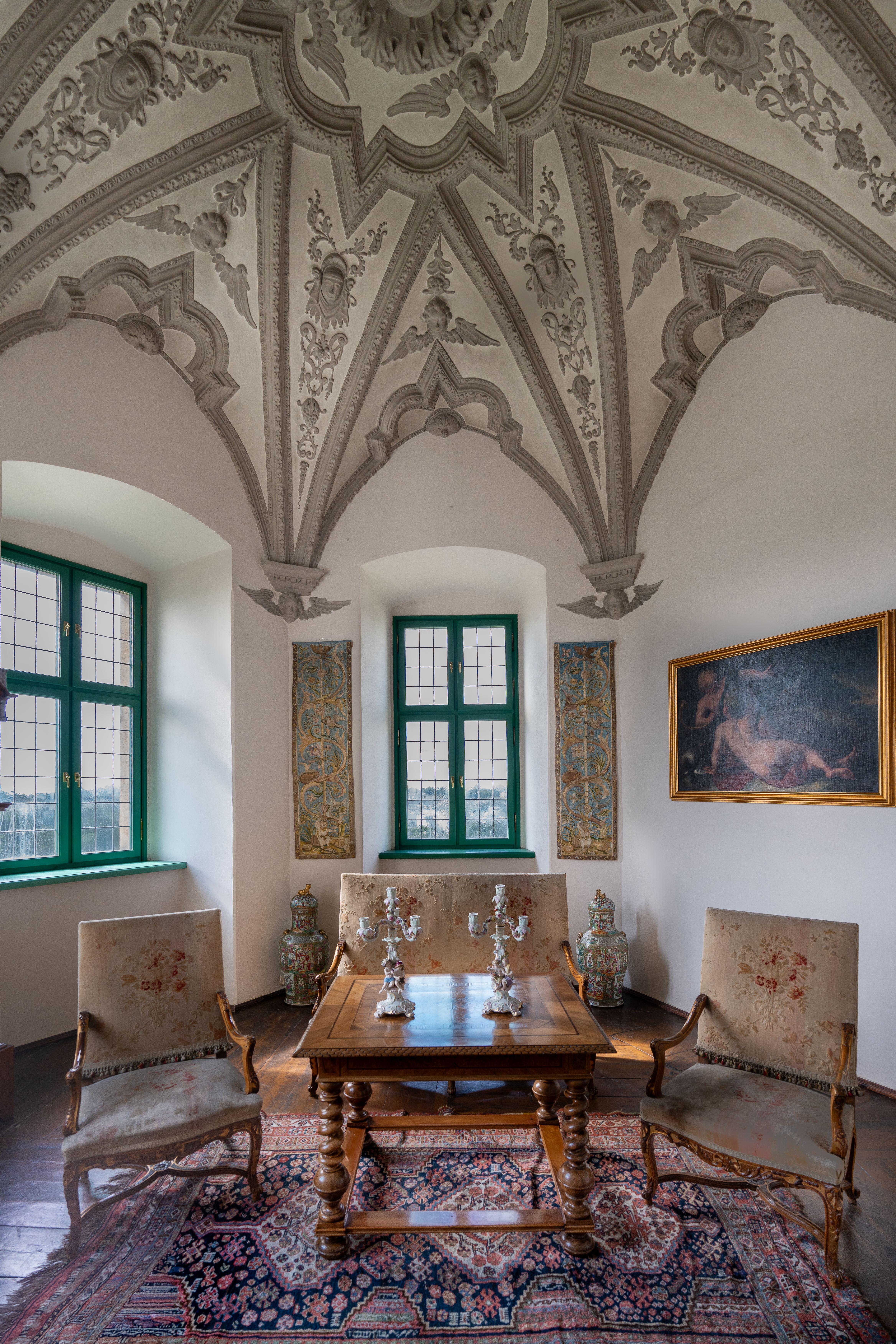
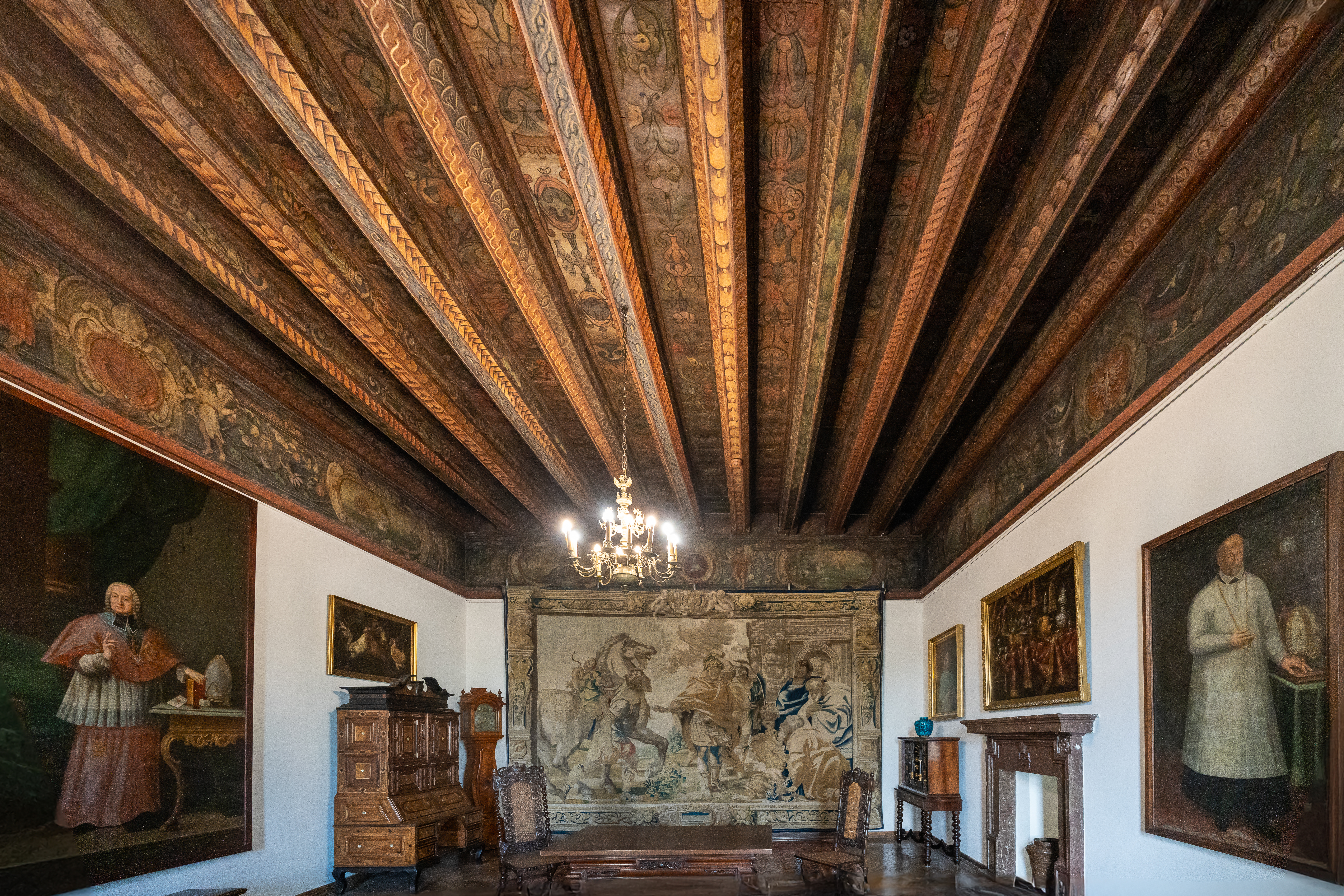
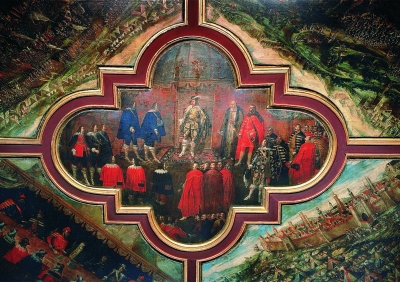
Plafon z Władysławem IV
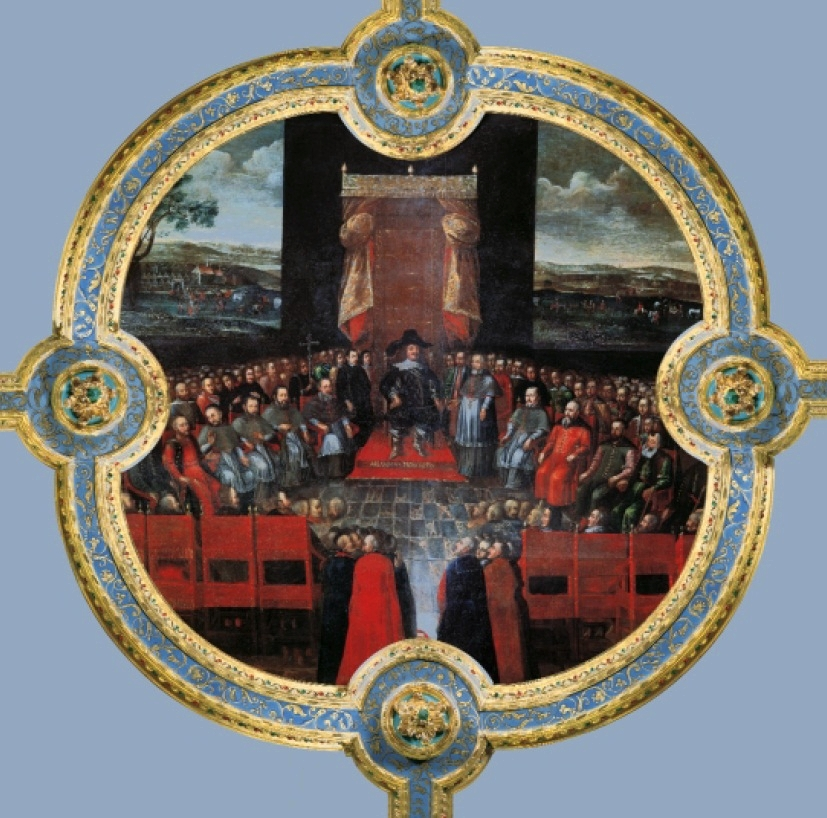
Plafon z sądem nad Arianami
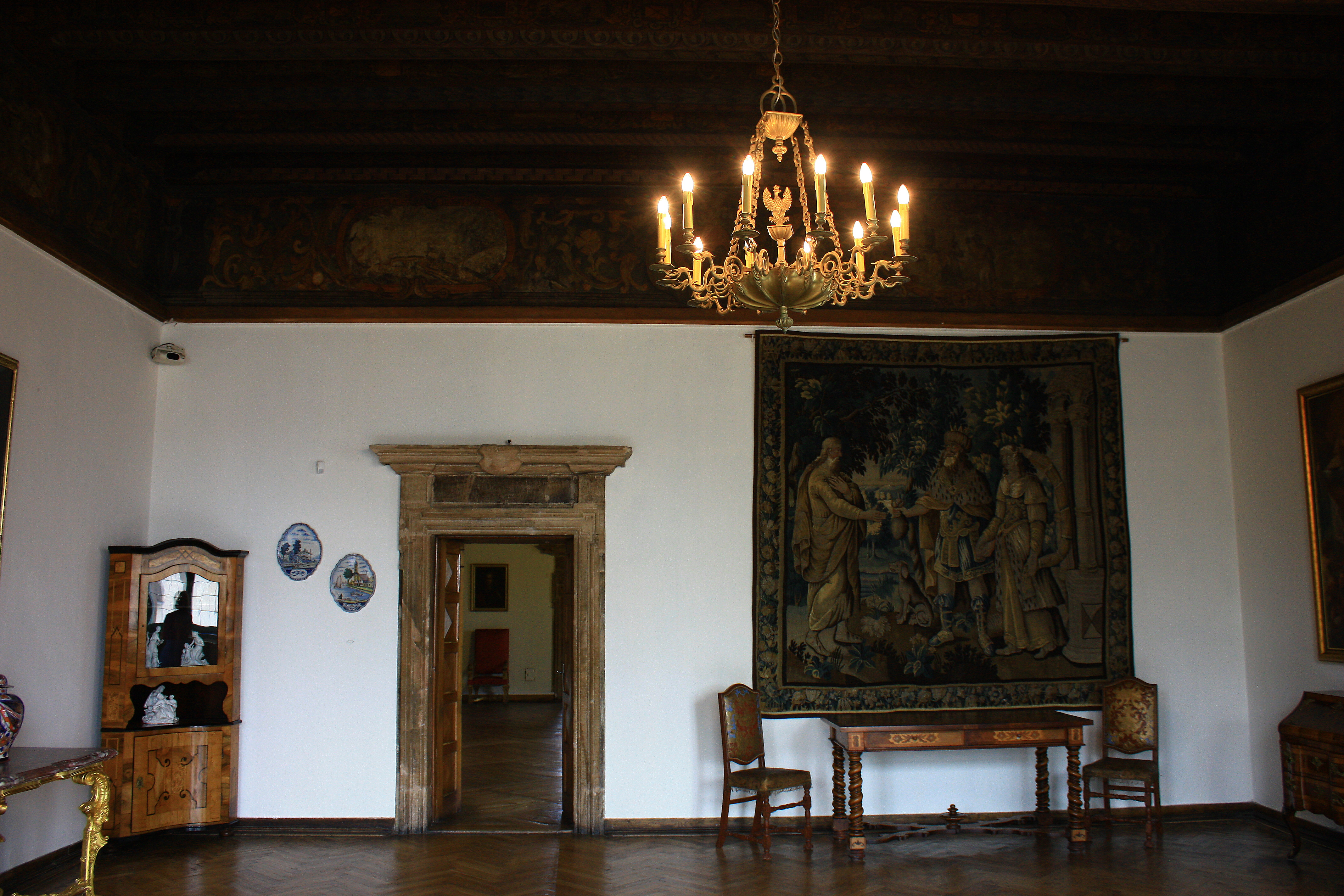
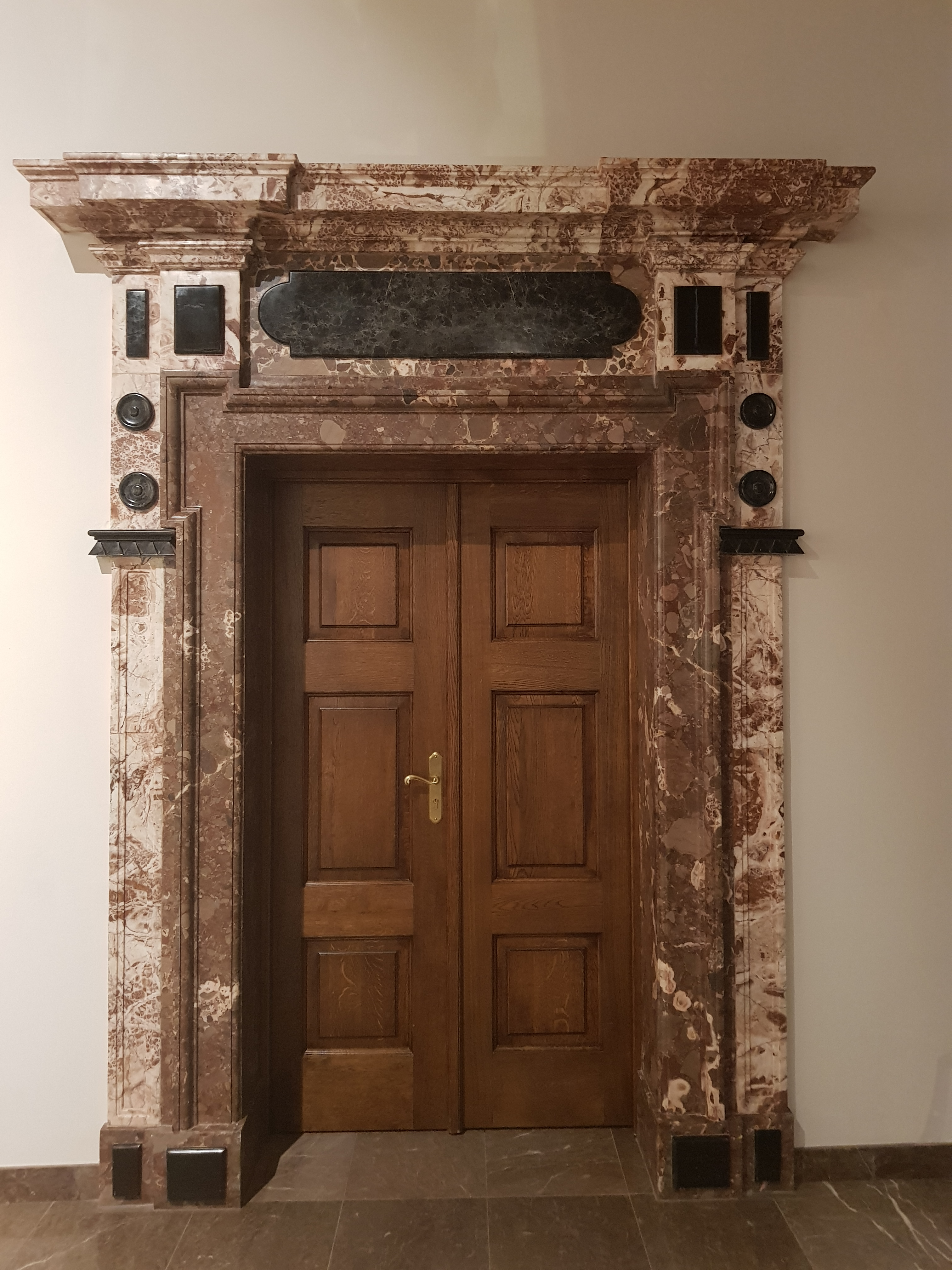
Portal
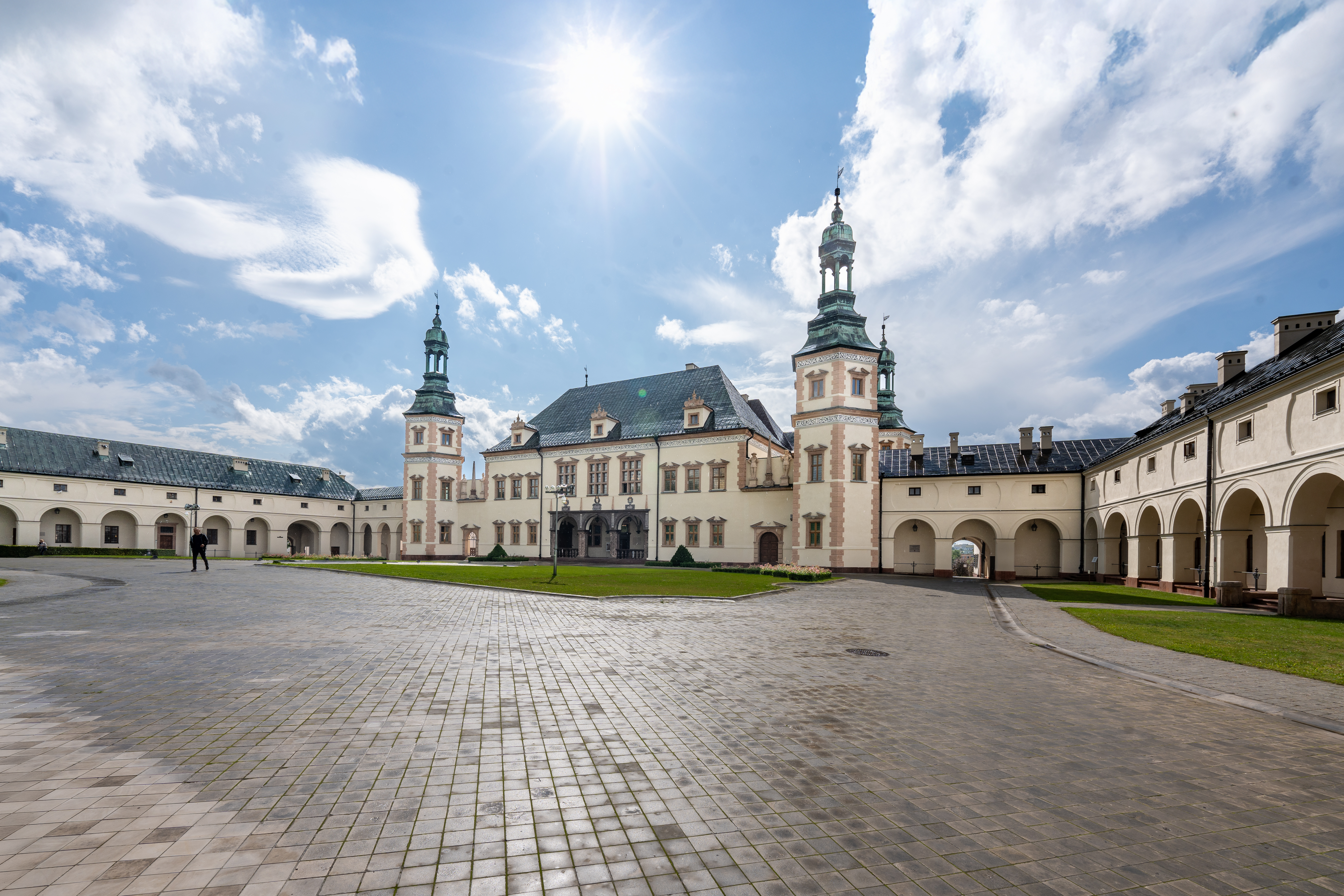
Widok panoramiczny

## Turystyka
Koło Pałacu Biskupów Krakowskich przechodzi szlak turystyczny
- czerwony szlak miejski prowadzący przez zabytkowe i ciekawe turystycznie miejsca miasta Kielce.

Na zachód od miasta, w Podzamczu Piekoszowskim znajduje się ruina pałacu rodu Tarłów, stanowiącego kopię pałacu w Kielcach.